# اچ‌دی ۲۱۹۶۵۹
اچ‌دی ۲۱۹۶۵۹ یک ستاره است که در صورت فلکی دلو قرار دارد.